# Bouriège

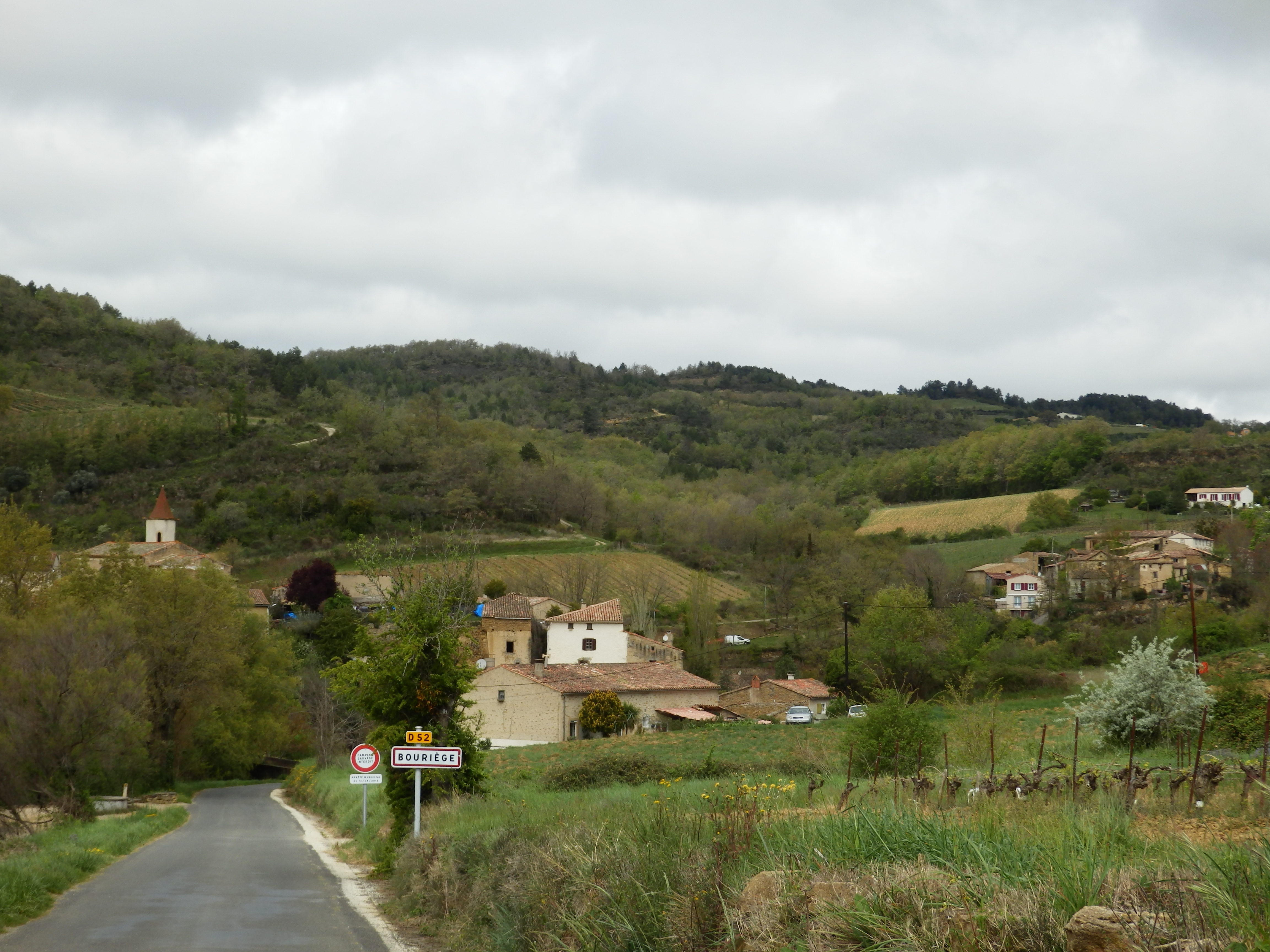

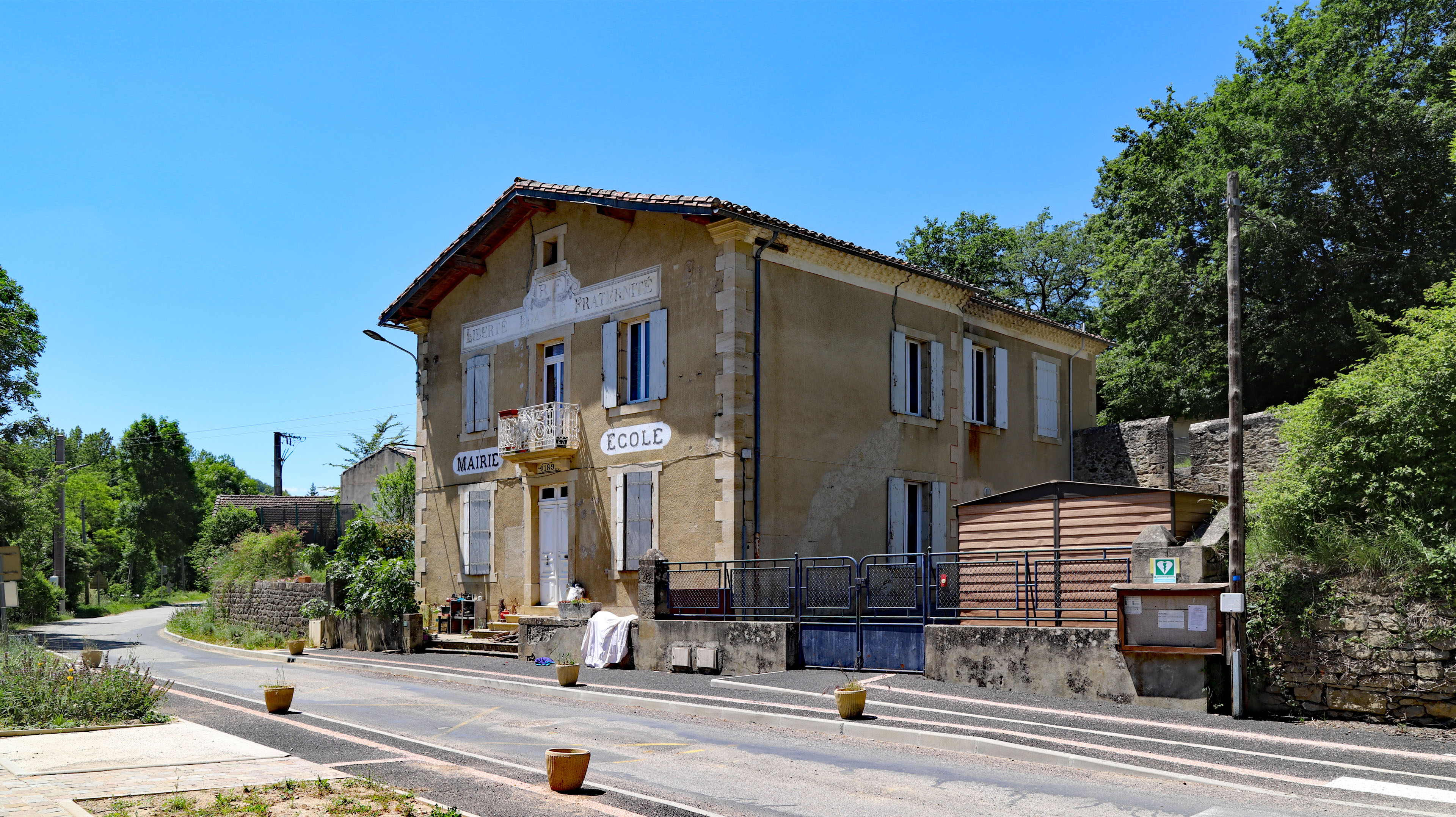
L'école

Bouriège  est une commune française située dans le sud-ouest du département de l'Aude, en région Occitanie.
Sur le plan historique et culturel, la commune fait partie du Razès, un pays historiquement très étendu, qui ne se résume aujourd'hui qu'aux collines de la Malepère et au bas Razès au centre et au sud, limité par le pays de Sault. Exposée à un climat océanique altéré, elle est drainée par la Corneilla, le ruisseau des Langagnous, le ruisseau de Bourigeole et par deux autres cours d'eau. La commune possède un patrimoine naturel remarquable composé d'une zone naturelle d'intérêt écologique, faunistique et floristique.
Bouriège est une commune rurale qui compte 151 habitants en 2022, après avoir connu un pic de population de 498 habitants en 1821. Elle fait partie de l'aire d'attraction de Limoux. Ses habitants sont appelés les Bouriégeois et ses habitantes les Bouriégeoises.

## Géographie

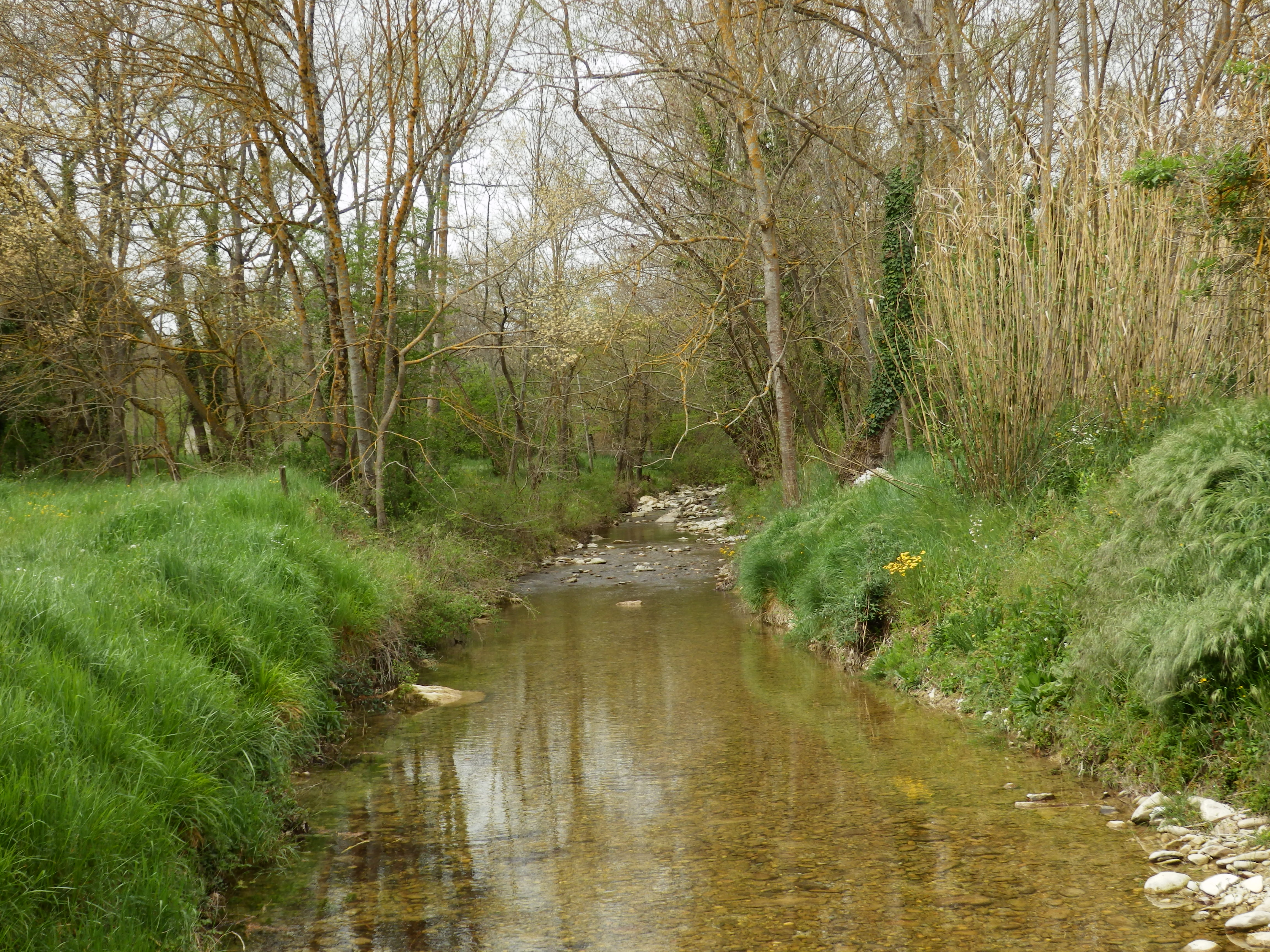
La Corneilla à Bouriège.

### Localisation
Bouriège est une commune des Pyrénées située dans le Razès, au sud-ouest de Limoux.

### Communes limitrophes
Les communes limitrophes sont  Bourigeole, Castelreng, Festes-et-Saint-André, La Serpent, Roquetaillade-et-Conilhac, Saint-Couat-du-Razès et Tourreilles.
| Saint-Couat-du-Razès  | Castelreng | Tourreilles               |
| Bourigeole            | Bouriège   | Roquetaillade-et-Conilhac |
| Festes-et-Saint-André | La Serpent |                           |

### Géologie et relief
La commune est classée en zone de sismicité 2, correspondant à une sismicité faible.

### Hydrographie
La commune est dans la région hydrographique « Côtiers méditerranéens », au sein du bassin hydrographique Rhône-Méditerranée-Corse. Elle est drainée par la Corneilla, le ruisseau des Langagnous, le ruisseau de Bourigeole, Rec de Lafage et le ruisseau du Gourga, constituant un réseau hydrographique de 7 km de longueur totale,.
La Corneilla, d'une longueur totale de 21,6 km, prend sa source dans la commune de Festes-et-Saint-André et s'écoule du sud-ouest vers le nord-est. Elle traverse la commune et se jette dans l'Aude à Cournanel, après avoir traversé 6 communes.
Le ruisseau des Langagnous, d'une longueur totale de 12 km, prend sa source dans la commune de Castelreng et s'écoule du sud-ouest vers le nord-est. Il traverse la commune et se jette dans l'Aude à Limoux, après avoir traversé 5 communes.

### Climat
Pour des articles plus généraux, voir Climat de l'Occitanie et Climat de l'Aude.
En 2010, le climat de la commune est de type climat océanique altéré, selon une étude s'appuyant sur une série de données couvrant la période 1971-2000. En 2020, Météo-France publie une typologie des climats de la France métropolitaine dans laquelle la commune est exposée à un climat de montagne ou de marges de montagne et est dans la région climatique Pyrénées orientales, caractérisée par une faible pluviométrie, un très bon ensoleillement (2 600 h/an), un air sec, particulièrement en hiver et peu de brouillards.
Pour la période 1971-2000, la température annuelle moyenne est de 12,7 °C, avec  une amplitude thermique annuelle de 15,3 °C. Le cumul annuel moyen de précipitations est de 856 mm, avec 10,1 jours de précipitations en janvier et 5,6 jours en juillet. Pour la période 1991-2020 la température moyenne annuelle observée sur la station météorologique la plus proche, située sur la commune de Limoux à 9 km à vol d'oiseau, est de 13,6 °C et le cumul annuel moyen de précipitations est de 666,0 mm,. Pour l'avenir, les paramètres climatiques de la commune estimés pour 2050 selon différents scénarios d’émission de gaz à effet de serre sont consultables sur un site dédié publié par Météo-France en novembre 2022.

### Milieux naturels et biodiversité

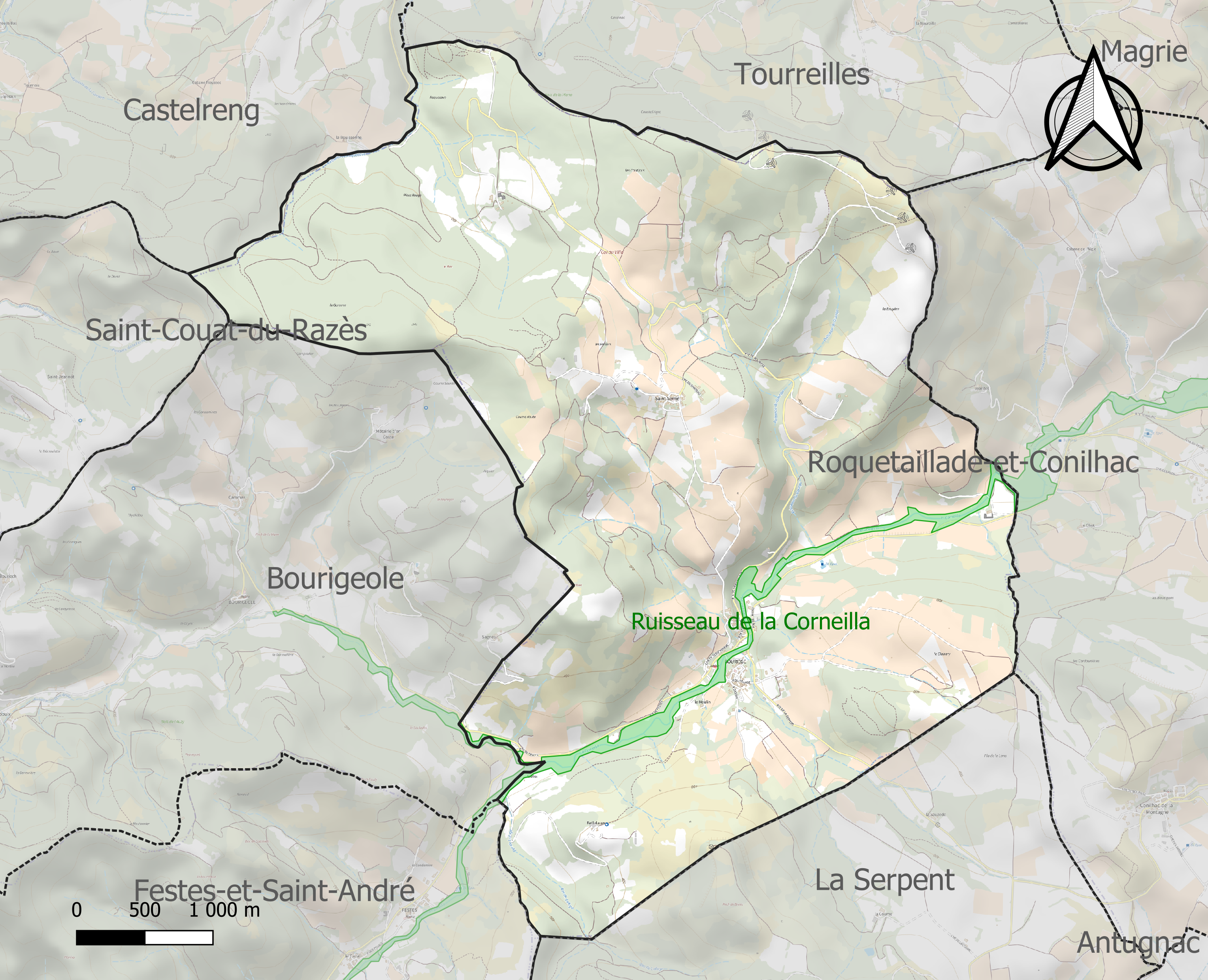
Carte de la ZNIEFF de type 1 localisée sur la commune.

L’inventaire des zones naturelles d'intérêt écologique, faunistique et floristique (ZNIEFF) a pour objectif de réaliser une couverture des zones les plus intéressantes sur le plan écologique, essentiellement dans la perspective d’améliorer la connaissance du patrimoine naturel national et de fournir aux différents décideurs un outil d’aide à la prise en compte de l’environnement dans l’aménagement du territoire.
Une ZNIEFF de type 1 est recensée sur la commune :
le « ruisseau de la Corneilla » (92 ha), couvrant 7 communes du département.

## Urbanisme

### Typologie
Au 1er janvier 2024, Bouriège est catégorisée commune rurale à habitat très dispersé, selon la nouvelle grille communale de densité à 7 niveaux définie par l'Insee en 2022.
Elle est située hors unité urbaine. Par ailleurs la commune fait partie de l'aire d'attraction de Limoux, dont elle est une commune de la couronne,. Cette aire, qui regroupe 39 communes, est catégorisée dans les aires de moins de 50 000 habitants,.

### Occupation des sols
L'occupation des sols de la commune, telle qu'elle ressort de la base de données européenne d’occupation biophysique des sols Corine Land Cover (CLC), est marquée par l'importance des territoires agricoles (50,9 % en 2018), en augmentation par rapport à 1990 (49,3 %). La répartition détaillée en 2018 est la suivante :
forêts (36,1 %), cultures permanentes (28,6 %), zones agricoles hétérogènes (16,5 %), milieux à végétation arbustive et/ou herbacée (12,9 %), prairies (3,5 %), terres arables (2,3 %). L'évolution de l’occupation des sols de la commune et de ses infrastructures peut être observée sur les différentes représentations cartographiques du territoire : la carte de Cassini (XVIIIe siècle), la carte d'état-major (1820-1866) et les cartes ou photos aériennes de l'IGN pour la période actuelle (1950 à aujourd'hui).

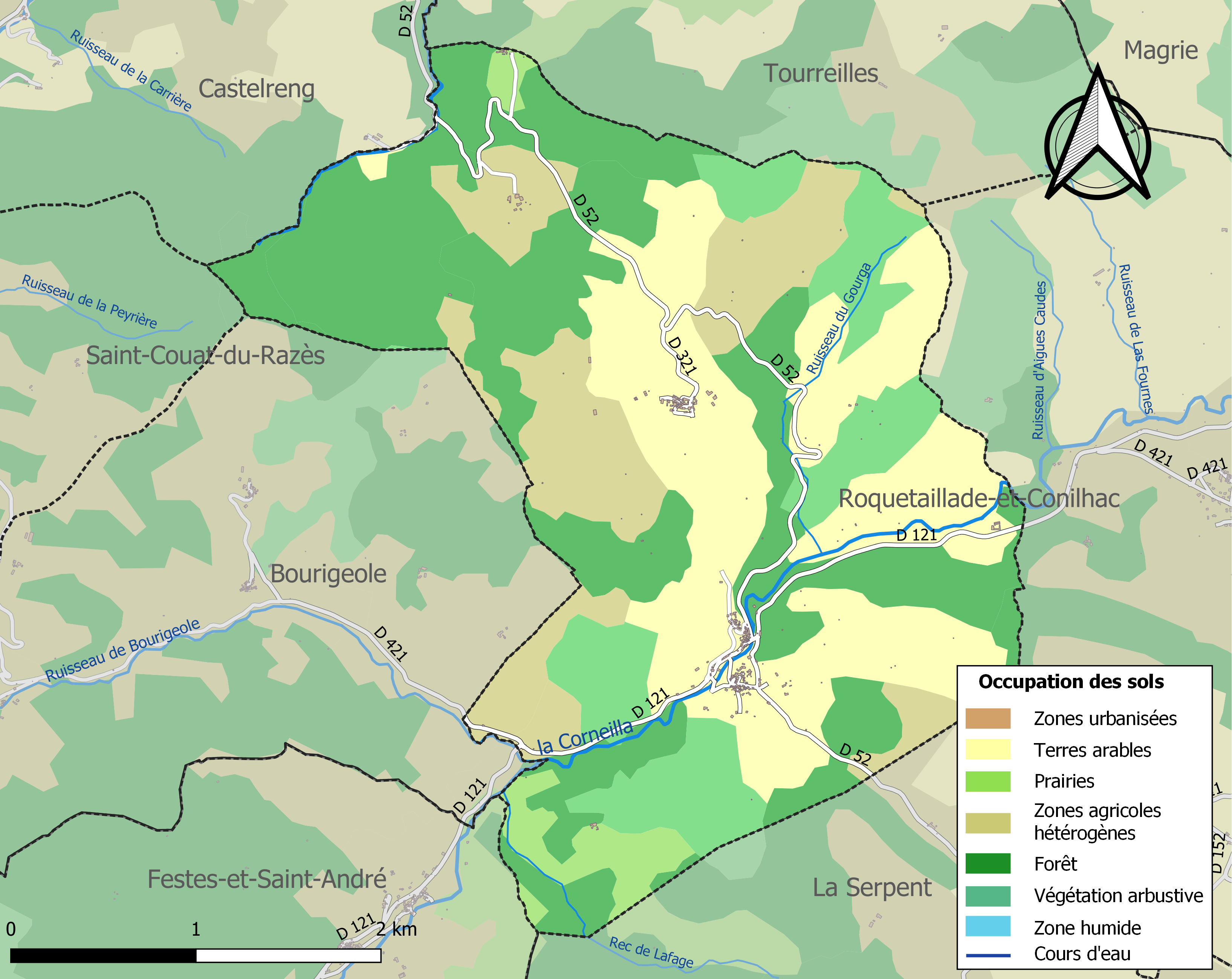
Carte des infrastructures et de l'occupation des sols de la commune en 2018 (CLC).

### Risques majeurs
Le territoire de la commune de Bouriège est vulnérable à différents aléas naturels : météorologiques (tempête, orage, neige, grand froid, canicule ou sécheresse), feux de forêts et séisme (sismicité faible). Un site publié par le BRGM permet d'évaluer simplement et rapidement les risques d'un bien localisé soit par son adresse soit par le numéro de sa parcelle.

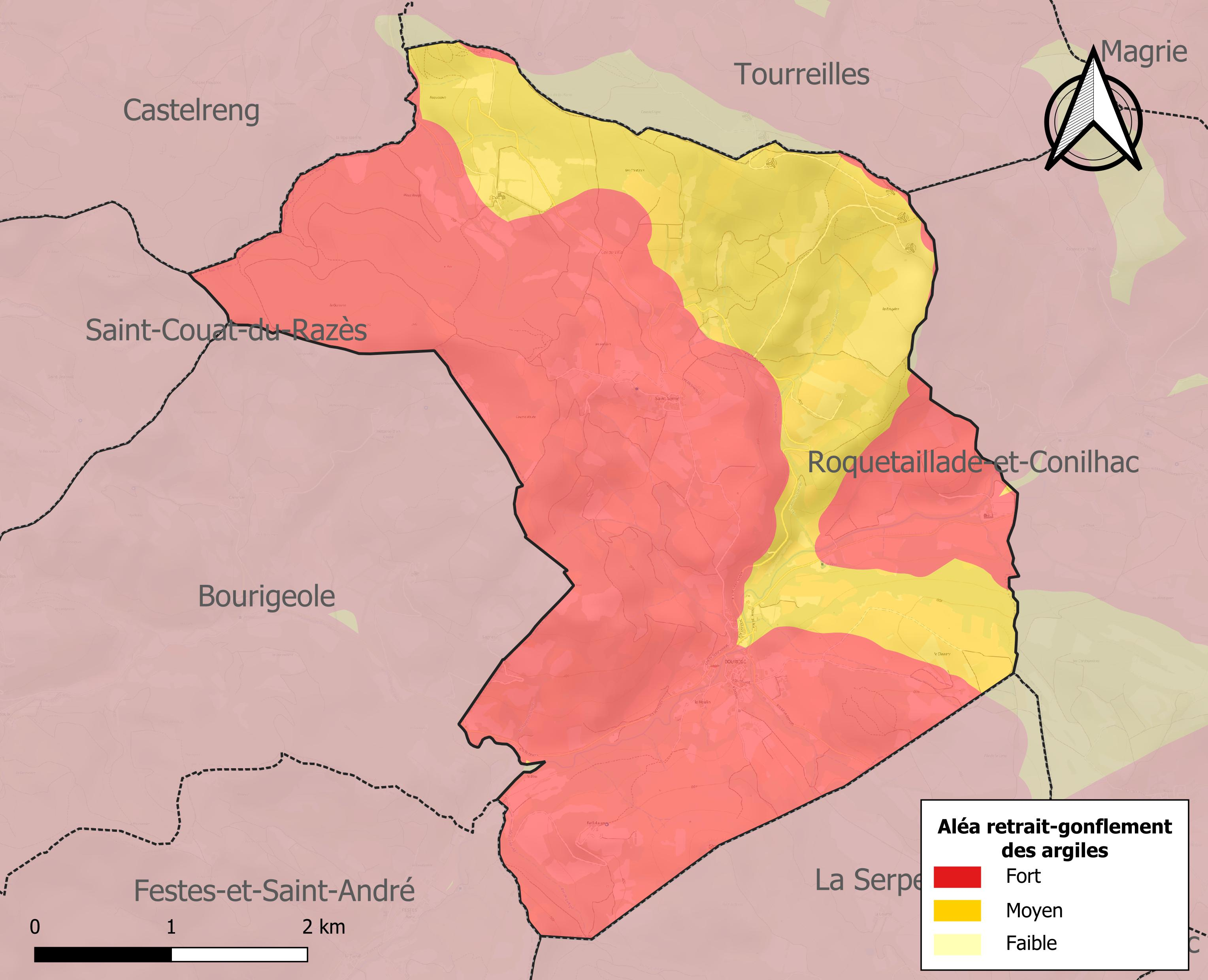
Carte des zones d'aléa retrait-gonflement des sols argileux de Bouriège.

Le retrait-gonflement des sols argileux est susceptible d'engendrer des dommages importants aux bâtiments en cas d’alternance de périodes de sécheresse et de pluie. La totalité de la commune est en aléa moyen ou fort (75,2 % au niveau départemental et 48,5 % au niveau national). Sur les 117 bâtiments dénombrés sur la commune en 2019, 117 sont en aléa moyen ou fort, soit 100 %, à comparer aux 94 % au niveau départemental et 54 % au niveau national. Une cartographie de l'exposition du territoire national au retrait gonflement des sols argileux est disponible sur le site du BRGM,.

## Histoire
Au milieu du XVe siècle, la seigneurie de Bourièges est achetée par la Famille Dax, une très ancienne famille originaire de Carcassonne qui donna plusieurs consuls de la Cité au Moyen Âge et resta présente à Axat jusqu'à l'orée du XXe siècle. C'est Arnaud Dax, consul de Carcassonne qui en fait l'acquisition, il est aussi seigneur d'Axat, d'Artigues (Aude), de Cailla, La Serpent, Leuc, Trèbes et autres places.

## Politique et administration

### Découpage territorial
La commune de Bouriège est membre de la communauté de communes du Limouxin, un établissement public de coopération intercommunale (EPCI) à fiscalité propre créé le 2 décembre 2016 dont le siège est à Limoux. Ce dernier est par ailleurs membre d'autres groupements intercommunaux.
Sur le plan administratif, elle est rattachée à l'arrondissement de Limoux, au département de l'Aude, en tant que circonscription administrative de l'État, et à la région Occitanie.
Sur le plan électoral, elle dépend du canton de la Région-Limouxine pour l'élection des conseillers départementaux, depuis le redécoupage cantonal de 2014 entré en vigueur en 2015, et de la troisième circonscription de l'Aude  pour les élections législatives, depuis le redécoupage électoral de 1986.

### Liste des maires
| Période                                  | Période  | Identité               | Étiquette | Qualité             |
| ---------------------------------------- | -------- | ---------------------- | --------- | ------------------- |
| 1953                                     | 1977     | Achille mare dit louis | PS        | exploitant agricole |
| mars 1977                                | 2001     | Pierre Pratx           | PS        |                     |
| mars 2001                                | 2008     | Ghislaine Gol          |           |                     |
| mars 2008                                | 2014     | Patrice Cathala        |           |                     |
| mars 2014                                | 2020     | Phillipe Pous          | SE        |                     |
| juin 2020                                | En cours | André Calvet           |           |                     |
| Les données manquantes sont à compléter. |          |                        |           |                     |

## Population et société

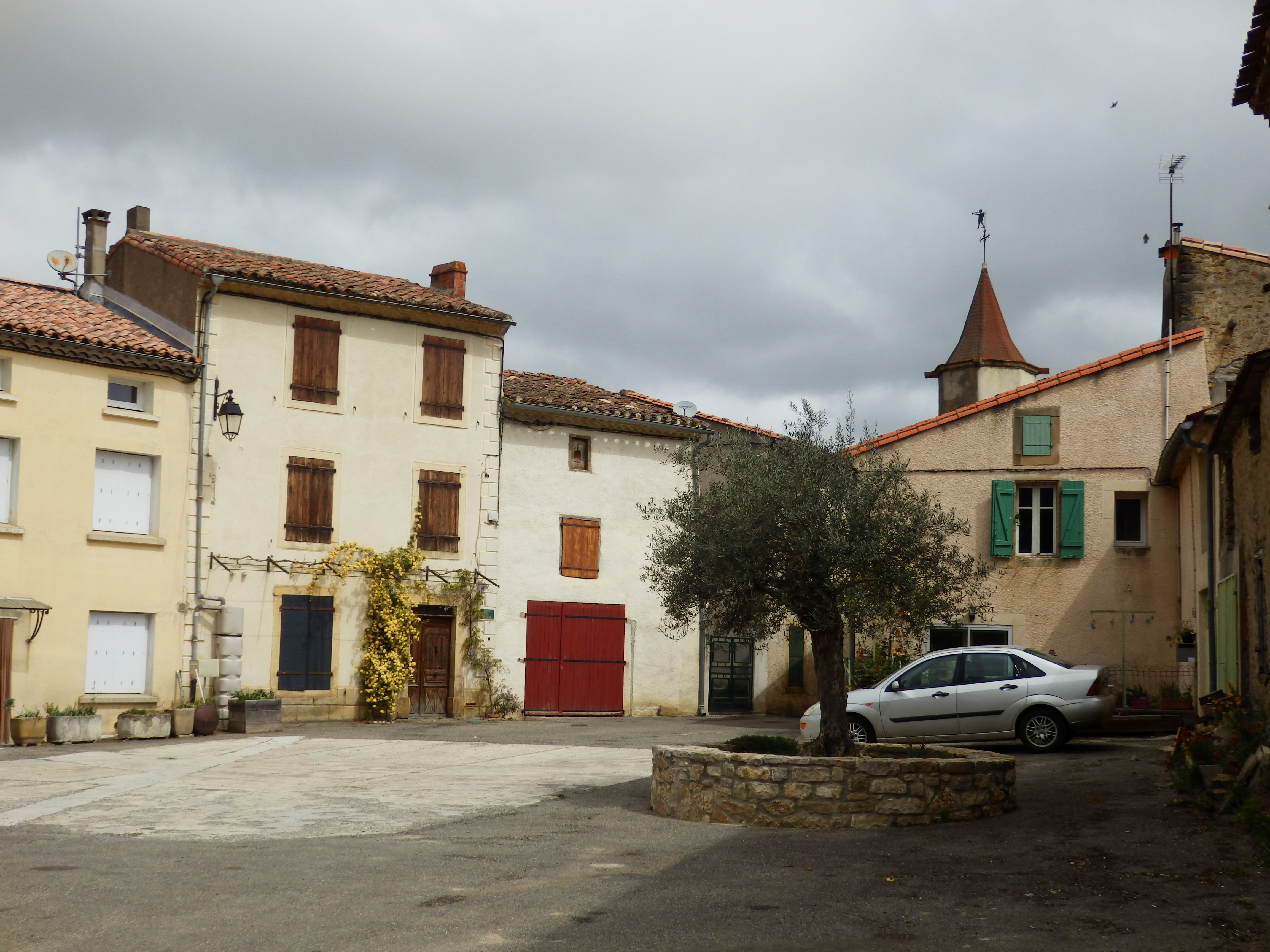
Place du village.

### Démographie

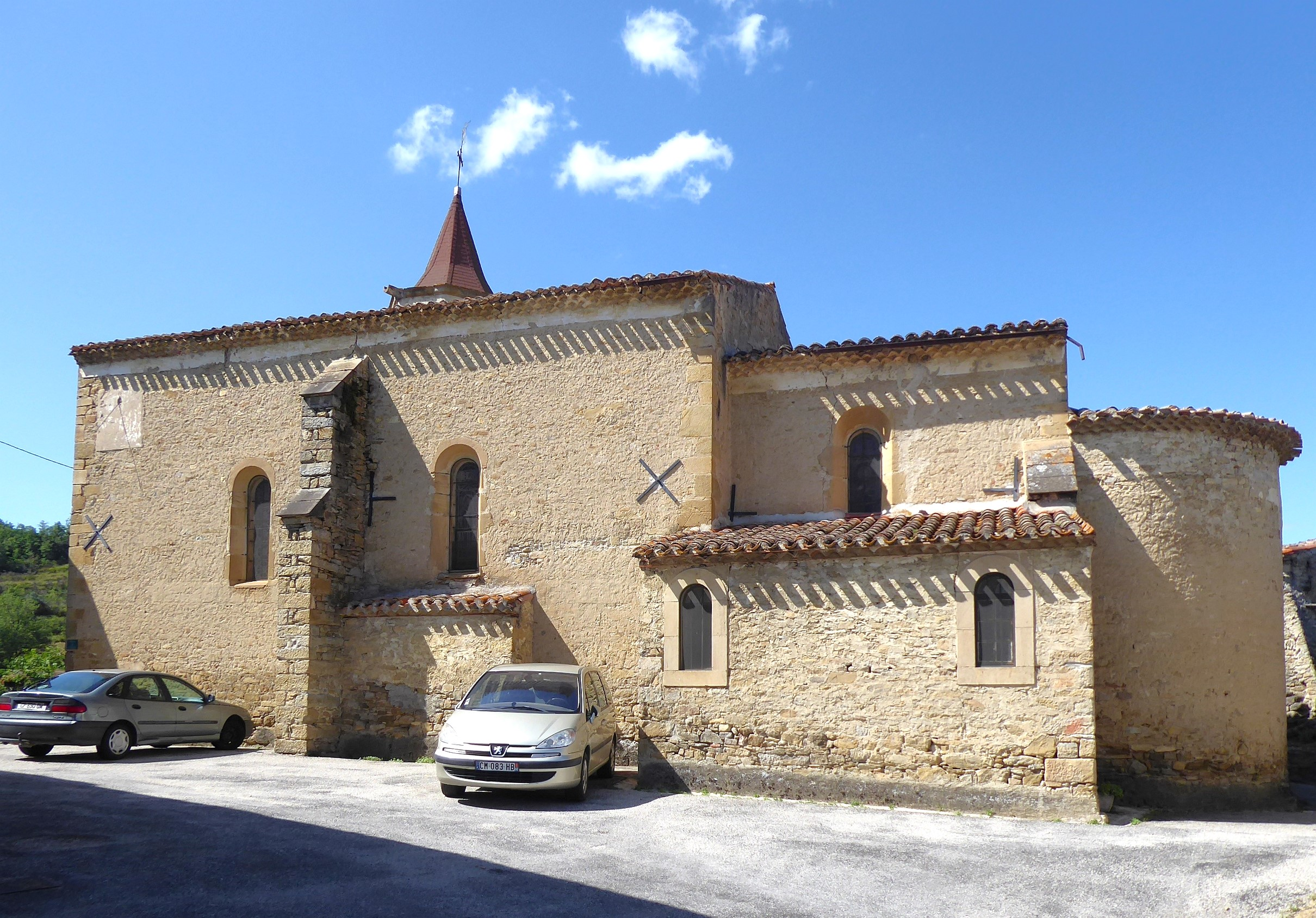
Église Saint-Saturnin de Bouriège

L'évolution du nombre d'habitants est connue à travers les recensements de la population effectués dans la commune depuis 1793. Pour les communes de moins de 10 000 habitants, une enquête de recensement portant sur toute la population est réalisée tous les cinq ans, les populations de référence des années intermédiaires étant quant à elles estimées par interpolation ou extrapolation. Pour la commune, le premier recensement exhaustif entrant dans le cadre du nouveau dispositif a été réalisé en 2004.

En 2022, la commune comptait 151 habitants, en évolution de +25,83 % par rapport à 2016 (Aude : +2,65 %, France hors Mayotte : +2,11 %).
| 1793 | 1800 | 1806 | 1821 | 1831 | 1836 | 1841 | 1846 | 1851 |
| ---- | ---- | ---- | ---- | ---- | ---- | ---- | ---- | ---- |
| 255  | 432  | 432  | 498  | 465  | 455  | 451  | 417  | 405  |

| 1856 | 1861 | 1866 | 1872 | 1876 | 1881 | 1886 | 1891 | 1896 |
| ---- | ---- | ---- | ---- | ---- | ---- | ---- | ---- | ---- |
| 384  | 389  | 326  | 316  | 337  | 337  | 304  | 257  | 219  |

| 1901 | 1906 | 1911 | 1921 | 1926 | 1931 | 1936 | 1946 | 1954 |
| ---- | ---- | ---- | ---- | ---- | ---- | ---- | ---- | ---- |
| 246  | 244  | 255  | 211  | 230  | 229  | 237  | 174  | 205  |

| 1962 | 1968 | 1975 | 1982 | 1990 | 1999 | 2004 | 2006 | 2009 |
| ---- | ---- | ---- | ---- | ---- | ---- | ---- | ---- | ---- |
| 194  | 160  | 148  | 152  | 136  | 140  | 147  | 148  | 134  |

| 2014 | 2019 | 2022 | - | - | - | - | - | - |
| ---- | ---- | ---- | - | - | - | - | - | - |
| 118  | 141  | 151  | - | - | - | - | - | - |

## Économie

### Emploi
| Division       | 2008   | 2013   | 2018   |
| -------------- | ------ | ------ | ------ |
| Commune        | 9,2 %  | 9,5 %  | 12,6 % |
| Département    | 10,2 % | 12,8 % | 12,6 % |
| France entière | 8,3 %  | 10 %   | 10 %   |

En 2018, la population âgée de 15 à 64 ans s'élève à 83 personnes, parmi lesquelles on compte 75,9 % d'actifs (63,2 % ayant un emploi et 12,6 % de chômeurs) et 24,1 % d'inactifs,. En 2018, le taux de chômage communal (au sens du recensement) des 15-64 ans est supérieur à celui de la France et du département, alors qu'il était inférieur à celui du département en 2008.
La commune fait partie de la couronne de l'aire d'attraction de Limoux, du fait qu'au moins 15 % des actifs travaillent dans le pôle,. Elle compte 34 emplois en 2018, contre 33 en 2013 et 32 en 2008. Le nombre d'actifs ayant un emploi résidant dans la commune est de 53, soit un indicateur de concentration d'emploi de 64 % et un taux d'activité parmi les 15 ans ou plus de 59,3 %.
Sur ces 53 actifs de 15 ans ou plus ayant un emploi, 20 travaillent dans la commune, soit 38 % des habitants. Pour se rendre au travail, 83,9 % des habitants utilisent un véhicule personnel ou de fonction à quatre roues, 5,4 % s'y rendent en deux-roues, à vélo ou à pied et 10,7 % n'ont pas besoin de transport (travail au domicile).

### Activités hors agriculture
17 établissements sont implantés à Bouriège au 31 décembre 2019.
Le secteur de l'industrie manufacturière, des industries extractives et autres est prépondérant sur la commune puisqu'il représente 47,1 % du nombre total d'établissements de la commune (8 sur les 17 entreprises implantées à Bouriège), contre 8,8 % au niveau départemental.

### Agriculture
La commune fait partie de la petite région agricole dénommée « Razès ». En 2010, l'orientation technico-économique de l'agriculture  sur la commune est la viticulture (appellation et autre).
|                                   | 1988 | 2000 | 2010 |
| --------------------------------- | ---- | ---- | ---- |
| Exploitations                     | 20   | 16   | 16   |
| Superficie agricole utilisée (ha) | 344  | 398  | 258  |

Le nombre d'exploitations agricoles en activité et ayant leur siège dans la commune est passé de 20 lors du recensement agricole de 1988 à 16 en 2000 puis à 16 en 2010, soit une baisse de 20 % en 22 ans. Le même mouvement est observé à l'échelle du département qui a perdu pendant cette période 52 % de ses exploitations. La surface agricole utilisée sur la commune a également diminué, passant de 344 ha en 1988 à 258 ha en 2010. Parallèlement la surface agricole utilisée moyenne par exploitation a baissé, passant de 17 à 16 ha.

## Culture locale et patrimoine

### Lieux et monuments
- Église Saint-Saturnin de Bouriège.
- Chapelle Saint-Sernin de Saint-Sernin.
- Église de Saint-Pierre-le-Clair de Bouriège.

Les vestiges de l'ancien village médiéval de Saint-Pierre-le-Clair situés sur les hauteurs de la commune ont été détruits aux trois-quarts en 2013 pour céder la place à l'implantation d'un site d'éoliennes. On peut toutefois encore y voir les ruines d'une ancienne église romane.

### Personnalités liées à la commune
- La famille Dax, originaire de Carcassonne, fut liée à Bourièges depuis le milieu du XVe siècle, lorsque ses représentants devinrent seigneur de Bourièges.
- Emilia Hazelip (1938-2003) : ingénieur agronome pionnière de la permaculture en France, vivait à Bouriège.

### Héraldique
|  | Blasonnement de la commune : Taillé cannelé de sable et d'or.                              |
|  | Blasonnement du hameau de Saint-Sernin : De gueules à deux pointes d'or posées en chevron. |